# 차이잉원
차이잉원(중국어 정체자: 蔡英文, 한어 병음: Cài Yīngwén, 웨이드-자일스: Tsai Ing-wen, 한자음: 채영문, 1956년 8월 31일~)은 중화민국의 제14·15대 총통이다.

## 어린 시절과 가계
차이는 중화민국 타이베이시 중산구 출신으로 차이의 할아버지는 핑둥현 팡산향 펑강(楓港)에 거주하던 하카인이며 할머니는 스쯔향에 거주하던 파이완족이다. 팡산향 출신의 부유한 상인 차이제성과 그의 첩실 장진펑 사이에서 태어난 막내 딸이다.
차이의 대만 원주민 이름은 추쿠(Tjuku, 啾谷)인데 이는 파이완족의 언어로 "두목의 딸"을 뜻한다. 출생 당시의 이름은 '瀛文'(잉원)이었지만 그의 아버지가 瀛(영)의 획수가 너무 많다고 지적하면서 '英文'(잉원)으로 개명했다.
1974년 타이베이시 중산구에 위치한 타이베이 시립 중산 여자고등학교를 졸업하였으며 이후 아버지의 의견에 따라서 국립 대만 대학에서 법학을 전공하였다. 1980년 미국 코넬 대학교 법학대학원에서 법학 석사학위를 취득하였다. 1984년 영국 런던 정치경제대학교에서 국제 무역과 통상법을 전공하면서 법학 박사 학위를 취득하였다. 대만으로 귀국한 뒤에는 타이베이에 있는 둥우 대학, 국립 정치 대학에서 법학교수로 활동하였다.

## 정부 각료
차이는 리덩후이 정부 시절부터 고위층 각료를 역임했다. 1993년부터 2000년까지 행정원 경제부 산하 무역조사위원회 위원을 역임했고 1995년부터 1998년까지 행정원 공정무역위원회 위원, 내무부 산하 저작권 위원회에서 위원을 역임했다. 1994년부터 1998년까지 행정원 대륙위원회에서 자문위원을 역임했고 특히 1994년부터 1995년까지 《홍콩과 마카오 간의 통치 관계 조례》(港澳關係條例)를 제정하는 업무를 맡은 초안 작성 팀을 이끌었다.
1992년부터 2000년까지 경제부 국제 경제 기구 수석 법률 고문을 역임했고 대만의 관세 무역 일반 협정(GATT), 세계 무역 기구(WTO) 가입에 관한 협상 과정에서 수석 협상 대표로 참여했다. 1999년부터 2000년까지 국가안전회의 자문위원, 국가통일위원회 연구위원을 역임했는데 특히 1999년에는 리덩후이 정부가 양안 관계를 "특별한 국가 간의 관계"로 규정한 아이디어를 제공했다.
2000년 5월 20일부터 2004년 5월 19일까지 민주진보당의 천수이볜 정부에서 행정원 대륙위원회의 주임 위원(장관)을 역임했다. 2001년 1월 1일에는 중국 대륙과 대만 양안 간의 소규모 통상, 통항, 통신을 허용하는 일명 '소삼통'(小三通) 구상을 실현시켰다.

## 입법위원과 민주진보당 주석
차이는 원래 무소속 정치인이었지만 2004년 9월 7일에 민주진보당에 입당했다. 2004년에 실시된 입법위원 선거에서 민주진보당 비례대표 6번으로 출마하여 당선되었고 2005년 2월 1일부터 2006년 1월 24일까지 민주진보당 비례대표 위원을 역임하게 된다. 2006년 1월 25일부터 2007년 5월 21일까지 쑤전창 내각에서 중화민국 행정원 부위원장을 역임하면서 행정원 소비자 보호 위원회 주임 위원을 겸직했다.
2008년 5월 20일에 민주진보당 역사상 최초의 여자 주석으로 취임한 차이는 마잉주 총통의 친중국 정책을 비판하면서 대만 본토화 운동, 사회 정의 수호를 적극 주장했다. 2010년 4월 25일에는 마잉주 총통 겸 국민당 주석과 함께 양안 경제협력 기조협의(ECFA)에 관한 텔레비전 공개 토론회에 참석했다. 마잉주는 ECFA가 대만의 중국 대륙 수출을 증가시키고 실업률을 감소시킬 것이라고 주장했지만 차이는 대만이 값싼 중국 대륙산 상품의 수입을 허용하고 대만의 일부 산업이 중국 대륙의 무역 공세의 충격에 시달리게 될 것이라고 주장했다. 차이잉원은 다자간 무역 체제인 세계 무역 기구를 통해 더 많은 무역 보호 체계, 별도의 지위를 제공받자는 입장을 밝혔다.
2010년에 신베이시장 선거에 직접 출마했지만 국민당의 주리룬 후보에 패배하면서 낙선했고 2012년 총통 선거에서 민주진보당 후보로 출마했지만 국민당의 마잉주 후보에게 패배하면서 낙선했다. 하지만 2014년에 실시된 대만 지방 선거에서 민주진보당이 직할시장, 현장, 시장 22석 가운데 13석을 차지하는 승리를 기록하면서 차이잉원은 민주진보당의 유력한 차기 총통 후보로 주목받게 된다.

## 총통
2015년 4월 15일에 민주진보당의 총통 후보로 선출되었으며 2016년 중화민국 총통 선거에서는 국민당의 주리룬 후보를 누르고 중화민국 최초의 여성 총통으로 선출되었다. 참고로 차이잉원은 특정 가문이나 결혼의 영향력이 없이 아시아에서 처음으로 자신의 힘으로 취임한 여성 국가원수이기도 하다.
2016년 5월 20일에 대만의 총통으로 취임했으며 2016년 12월에는 도널드 트럼프 미국 대통령 당선자와 이례적인 전화 통화를 가졌다. 차이잉원은 대만의 총통을 역임하던 동안에 대만의 민주주의, 자유의 가치를 중시하는 한편 2025년까지 대만의 모든 원자력 발전소를 폐쇄하는 탈원전 정책, 대만의 성소수자의 권리를 지지하고 동성결혼을 법제화하는 정책 등을 시행했다. 하지만 경제 정책, 연금 개혁 정책 등을 놓고 야당인 국민당과의 갈등을 빚기도 했다.
국방 분야에서 대만에 대한 중화인민공화국의 군사적 위협과 압박에 대응하기 위해 국산 잠수함 건조 정책, 미국산 최신 무기 구입 정책을 시행했다. 반면 외교 분야에서는 2016년 취임 당시 중화민국(대만)과 외교 관계를 맺고 있던 22개국 가운데 상투메 프린시페(2016년), 파나마(2017년), 도미니카 공화국, 부르키나파소, 엘살바도르(이상 2018년), 솔로몬 제도, 키리바시(이상 2019년), 니카라과(2021년), 온두라스(2023년), 나우루(2024년) 10개국이 대만과의 외교 관계를 단절하고 중화인민공화국과 수교하면서 외교적 고립 현상이 일어났다. 이에 미국의 도널드 트럼프 행정부에서는 미국과 대만 고위급 인사들의 상호 방문을 허용하는 내용이 담긴 《대만여행법》, 미국이 대만과 세계 각국 간의 실질적인 외교 관계 증진을 지원하는 내용·미국이 대만의 국제적 지위 확립을 지지하는 내용이 담긴 《대만 동맹 국제 보호 강화법》을 제정하여 대만에 대한 지원을 가속화했다.
2018년 11월 24일에 실시된 대만 지방 선거에서 집권 여당인 민주진보당이 참패했고 친중국 성향의 야당인 국민당이 약진하면서 차이잉원은 민주진보당 주석직에서 사퇴하게 된다. 지방 선거에서의 참패 이유로는 "민주진보당이 패배하면 중국 공산당이 대만을 집어삼킨다" 등과 같은 유권자의 두려움을 자극하는 선거 구호 민주진보당 정권의 급격한 임금 상승, 탈원전 정책등으로 인한 전기료 상승 등 현실과 동떨어진 진보주의 정책으로 꼽힌다.지방 선거와 같이 치러진 국민투표는 다음과 같은 결과가 나왔다.
- 대만의 화력 발전을 해마다 1% 감축하는 안건 - 가결
- 대만의 석탄 발전소의 건설과 확장을 중단하는 안건 - 가결
- 2025년 이전에 대만의 모든 원자력 발전소 운영을 중단하도록 규정한 《전기법》 규정을 개정하는 안건 - 가결
- 2020년 도쿄 하계 올림픽을 비롯한 국제 스포츠 대회에서 대만 선수단이 '중화 타이베이' 대신 '대만' 명의로 참가하는 안건 - 부결
- 《민법》 개정을 통해 이성 부부 간의 결혼과 동성 부부 간의 결혼을 보장하는 안건 - 부결
- 《민법》에 명시된 결혼의 정의를 한 명의 남자와 한 명의 여자 간의 결합으로 제한하는 안건 - 가결
- 《민법》 이외의 방식으로 동성 부부 간의 혼인 관계를 보장하는 안건 - 가결
- 《성평등 교육법》에 명시된 동성애와 관련된 교육 시행 대상에서 초등학교·중학교·고등학교 과정을 제외하는 안건 - 가결
- 《성평등 교육법》에 따라 초등학교·중학교·고등학교 과정에서 성평등, 성소수자를 비롯한 성적 다양성에 관한 교육을 시행하는 안건 - 부결
- 일본 후쿠시마현과 인근 지역인 이바라키현·도치기현·군마현·지바현에서 생산된 농산물과 식품의 수입 금지 조치를 유지하는 안건 - 가결

2019년 1월에 열린 신년 기자 회견을 통해 대만은 《92공식》을 인정하지 않을 것이며 중화인민공화국이 내세우는 일국양제를 수용하지 않을 것이라고 밝혔다. 차이잉원은 2019년 6월 10일부터 6월 13일까지 진행된 민주진보당의 2020년 중화민국 총통 선거 경선에서 라이칭더를 누르고 총통 후보로 선출되었다.
2020년 1월 11일 열린 제15대 중화민국 정·부총통 선거에서 817만 231표(57.13%)를 얻어, 552만2천119표(38.61%)를 득표한 국민당 후보 한궈위 가오슝 시장을 264만여표(약 18.5%P) 차이로 누르고 제15대 중화민국 총통에 당선되어 재선에 성공했다. 이는 2019년 홍콩 시위로 인한 위기 의식이 크게 작용한 것으로 추정된다.

## 역대 선거 결과
| 선거명               | 직책명   | 선거구       | 대수 | 정당       | 득표율 | 득표수      | 결과 | 당락 |
| -------------------- | -------- | ------------ | ---- | ---------- | ------ | ----------- | ---- | ---- |
| 2004년 입법위원 선거 | 입법위원 | 비례대표 6번 | 6대  | 민주진보당 | 35.72% | 3,471,429표 | 1위  | 당선 |
| 2010년 직할시 선거   | 시장     | 신베이시     | 초대 | 민주진보당 | 47.39% | 1,004,900표 | 2위  | 낙선 |
| 2012년 총통 선거     | 총통     | 대만 지구    | 13대 | 민주진보당 | 45.63% | 6,093,578표 | 2위  | 낙선 |
| 2016년 총통 선거     | 총통     | 대만 지구    | 14대 | 민주진보당 | 56.12% | 6,894,744표 | 1위  | 당선 |
| 2020년 총통 선거     | 총통     | 대만 지구    | 15대 | 민주진보당 | 57.13% | 8,170,231표 | 1위  | 당선 |

## 저서
- 《양파 스크램블드에그가 차이잉원의 도시락에 도착했다: 차이잉원의 인생의 맛》 (洋蔥炒蛋到小英便當: 蔡英文的人生滋味, 2011년, 위안선 출판사(圓神出版社))
  - 대한민국에서는 2013년에 라이프맵에서 《보통 사람의 특별한 인생: 세상에서 보기를 바라는 변화 스스로 그 변화가 되어야 한다》라는 제목으로 출간되었으며 박선빈이 번역을 맡았다.
- 《영원히 함께: 우리가 차이잉원과 함께한 여정》 (一直同在Together & Forever: 我們和小英一起走過的旅程, 2012년, 위안선 출판사(圓神出版社))
- 《차이잉원파: 대만의 빛을 밝히는 1마일의 길》 (英派: 點亮臺灣的這一哩路, 2015년, 위안선 출판사(圓神出版社))
  - 대한민국에서는 2016년에 MBC C&I에서 《우리는 어떤 지도자를 원하는가: 대만 개혁의 힘, 차이잉원》이라는 제목으로 출간되었으며 박진영이 번역을 맡았다.

## 2023년 민주의 파트너, 공영(共榮)의 여행
2023년 3.29 부터 4.7 까지 9박10일 일정으로 중미 수교국 과테말라와 벨리즈를 방문하는 일정 중 미국 뉴욕과 로스앤젤레스를 경유했다. 이번에 차이 총통은 미국을 방문하여 다음 두 가지를 강조했다.
1. 대만은 세계민주동맹의 최전선에 서 있다.
2. 재임 기간 중 3년 동안 대만은 다음과 같은  큰 진전을 이루었다.
  - 첫 번째 변화-탄력적인 대만 건설, 특히 군사력 부문에서 해군 함정과 항공기의 국내 생산으로 대만의 자위력 강화.
  - 두 번째 변화-동아시아 안보, 성공적인 코로나 대응, 최대 반도체 생산 국가 등으로 세계의 주목을 받으며 국제적 위상 제고.
  - 세 번째 변화- 외교적인 진전.